# Торе Ле Ночеле
То̀ре Ле Ночѐле (на италиански: Torre Le Nocelle) е село и община в Южна Италия, провинция Авелино, регион Кампания. Разположено е на 420 m надморска височина. Населението на общината е 1376 души (към 2010 г.).